# К'ініч-Акуль-Мо'-Наб III
К'ініч-Акуль-Мо'-Наб III (К'ініч-Акаль-Мо'-Нааб III) (K'INICH-AHK-AL MO'NAHB, 5 листопада 644 —між 736 та 742) — ахав Баакуля у 722—736 роках. Ім'я перекладається як «Сяюча Черепаха-Озерний Ара».

## Життєпис
Походив з династії Токтан-Лакамхи. Син принца Тівооль-Чан-Ма та принцеси з Хуште'к'ух. Народився в день 9.12.6.5.8, 3 Ламат 6 Сак (16 вересня 678). При народженні отримав ім'я Чулук-Тохлоок. В день 9.12.8.9.18, 7 Ец'наб 6 Муваан (4 грудня 680 року) помер його батько. Про його життя як царевича немає відомостей. Після смерті стрийко К'ініч-К'ан-Хой-Читама II у 721 році успадкував трон.
У день 9.14.10.4.2, 9 Ік' 5 Каяб (3 січня 722 року) відбулася церемонія коронації. Він прийняв ім'я К'ініч-Акуль-Мо'-Наб III. Скориставшись послабленням царств Попо' та Йокіб-К'ін, він розпочав наступ на Лівобережжя Усумасінти. Основний удар було спрямовано проти Йокібського царства, а також проти держави Сакц'і. Баакульське військо очолив сахаль і йахавк'ак' («володар вогню») Чак-Сууц'.
В день 9.14.11.17.6, 9 Кімі 19 Сак (19 вересня 723 року) було переможено і захоплено у полон Таах-Чіха, ахава К'ак'аля, царства поблизу території К'ін (частини Йокіба). В день 9.14.13.11.2, 7 Ік' 5 Сек (7 травня 725 року) було сплюндровано область К'ін. В результаті цих успіхів частина Лівобережжя Усумасінти, що належала Йокібу, перейшло під контроль Баакуля. В день 9.14.17.14.17, 1 Кабан 0 Моль (30 червня 729 року) було укладено мирний договір з К'ініч-Йо'наль-Аком II, йокібським ахавом. Зміцнено угоду було шлюбом останнього з родичкою К'ініч-Акуль-Мо'-Наба III (донькою або небогою).
У 729 році розпочалася нова військова кампанія на Лівобережжі. У день 9.14.17.12.19, 2 Каваку 2 Шуль (23 травня 729 року) Чак-Сууц' спустошив область Коколь, в 9.14.18.1.1, 7 Іміш 4 Кех (22 вересня 729 року) його «ахк'ухууни» Піціль-Чан-Ахав і Вак-Тіль- Ахав здійснили похід в Атуун (область в складі царства Ак'є). На так званій «Панелі Дані» з Паленке зображено отримання К'ініч-Акуль-Мо'-Набом III великої данини в день 9.14.19.10.17, 4 Кабан 10 Сіп (1 квітня 731 року).
Дата смерті К'ініч-Акуль-Мо'-Наба III невідома. В ієрогліфічних текстах він в останній раз згадується у зв'язку зі святкуванням закінчення п'ятиріччя 9.15.5.0.0, 10 Ахав 8 Ч'ен (26 липня 736 року), а вже в 742 році в Баакулі володарював його брат Упакаль-К'ініч. Тому вважається, що він помер десь між 736 і 742 роками.

## Будівництво
За його наказом зведено «Храм XVIII» навпроти пагорба з «Групою Хреста». Під цим храмом, ймовірно, розташовувалося поховання Тівооль-Чан-Мата. Це скромне спорудження спочатку було прикрашено красивою панеллю з стукко із зображенням тієї самої сцени «встановлення порядку престолонаслідування» і довгим написом, що складався з більш ніж 130 ієрогліфів, велика частина яких на сьогоднішній день втрачена. Виходячи зі збережених фрагментів, в написі викладався життєпис Тівооль-Чан-Мата, при цьому особлива увага приділялася його смерті і похованю в 680 році, а також воцаріння його сина більш ніж сорок років по тому. Основна ідея «Храму XVIII» полягала в тому, щоб підкреслити значення Тівооль-Чан-Мата як сина К'ініч-Ханааб'-Пакаля I і тим самим обґрунтувати законність влади К'ініч-Акуль-Мо'-Наба III.
В його правління був в черговий раз перебудовано Палац, зокрема тронний зал «Корпусу Е», а також було розпочато будівництво Вежі Палацу. Написи з ім'ям К'ініч-Акуль-Мо'-Наба III виявлені в Храмах III, IV, XI, XXII. Більш значущим є «Храм XIX», присвячений богу «GI» в день 9.15.2.7.16, 9 Кіб 19 К'айаб (14 січня 734 року) і «Храм XXI», висвячений в день 9.15.4.15.17, 6 Кабан 5 Яшк'ін (13 червня 736 року).
В обох храмах були знайдені ієрогліфічні тексти і витончені скульптури, наочно демонструють, яким чином в політичній ідеології стародавніх майя тісно спліталися уявлення про живих царів і богів або героїв з легендарного минулого. На рельєфі, що прикрашає південний бік платформи «Храму XIX», показана коронація К'ініч-акула-Мо'-Наб'а III. Її представлено як відтворення інавгурації «GI» — події, що символізував встановлення царської влади, а також влади головного божественного покровителя баакульської династії.